# Сеитова, Мина Сеитовна
Мина Сеитовна Сеитова (20 (25) августа 1919, Костанайская область — 18 апреля 1987, Алма-Ата)— первый диктор Казахской ССР по радиовещанию. Заслуженный работник культуры Казахской ССР.

## Биография
Родилась 25 (20) августа 1919 года в ауле № 9 (ныне — Карабалыкский район Костанайской области). Имя от рождения — Муслима Сеитовна Ержанова. Происходит из рода Кыпшак 
В девятилетнем возрасте потеряла родителей и о них практически ничего не известно, воспитывалась у дяди по отцу. В 1930 году дядя привез её в числе других детей родственников в Алма-Ату, спасая от голода, она воспитывалась и училась в Алма-Атинском интернате № 12 и окончила его в 1937 году. В это же время, с 1934 по 1937 год, учёбу совмещала с работой на радио в качестве ученицы детской редакции Казахского радиокомитета.
В школе она принимала активное участие в смотрах художественной самодеятельности: читала стихи, пела песни. Однажды на одном из таких мероприятий на неё обратил внимание известный собиратель казахского фольклора Александр Викторович Затаевич. Вскоре Мина Сеитова заняла первое место на смотре художественной самодеятельности, членами жюри которого были Ахмет Жубанов, Евгений Брусиловский и Беимбет Майлин. Это была судьбоносная встреча: в 1934 году Мину пригласили на радио, где она читала детские стихи и тексты детских радиопередач.
Окончив школу, Мина Сеитова поступила в медицинский институт, но работать на радио не прекращала. В 1937 году она становится диктором Казахского радиокомитета. И в какой-то момент её убедили, что у микрофона она нужнее: мужчины уходили на фронт и именно ей предстоит читать сводки Совинформбюро. Так Мина Сеитова оставила институт и полностью посвятила себя радио.
Она провела у микрофона самые тяжелые для страны годы — годы Великой Отечественной войны. В мае 1945 года голос Мины Сеитовой принес казахстанцам долгожданную весть о Победе. К этому времени Мина Сеитова уже была одним из самых известных людей в Казахстане. Её голос стал родным практически в каждой семье — и в больших городах и самых отдаленных аулах, где население было малограмотным, и радио для народа было единственным источником информации.
В послевоенные годы началось её знакомство с выдающимися советскими дикторами того времени Левитаном Ю. Б., Высоцкой О. С., Герциком В. Б., Чижовым В. Н., Панфиловым В. В., Шашковой Э. И. и многими другими, которые делились с ней своим опытом и секретами дикторского мастерства.
Её профессионализм высоко ценил Д. А. Кунаев. Перед выступлениями по радио советовался с ней: ведь нужно было не только уметь прочитать содержание текста, но и передать все эмоции. Мина Сеитова владела этими навыками в совершенстве. Она прекрасно читала с листа текст любой сложности. И, конечно, нельзя не отметить неповторимость тембра, чистоту голоса, безупречную дикцию и грамотность речи.
Мина Сеитова воспитала целую плеяду дикторов и деятелей культуры, которые считали и считают её своим наставником и которые впоследствии стали знаменитыми: это Народный артист Казахской ССР Ануарбек Байжанбаев, Народный артист СССР Ермек Серкебаев, Народная артистка Казахской ССР Замзагуль Шарипова, известный казахский писатель и поэт Мукагали Макатаев, Народная артистка СССР Бибигуль Тулегенова, Мамбет Сержанов, Геннадий Марюхин, Заслуженная артистка Республики Казахстан Сауык Жаканова и многие другие.
С 1978 года на пенсии. Умерла 18 апреля 1987 года в Алма-Ате. Похоронена на Кенсайском кладбище.
Награды:
- Заслуженный работник культуры Казахской ССР (1970)
- Орден «Знак Почёта» (1966)
- Медаль «За трудовую доблесть» (1945),
- Медаль «За доблестный труд в Великой Отечественной войне 1941—1945 гг.»,
- Почётная грамота Верховного Совета Казахской ССР (1956),
- Грамота Верховного Совета КазССР (1945)
- Грамота Верховного Совета КазССР (1960)
- Грамота Верховного Совета КазССР (1965)
- Знак «Почётный радист» (1956)
- Юбилейная медаль «Сорок лет Победы в Великой Отечественной войне 1941—1945 гг.»